# Steven Lammertink
Steven Lammertink (Wierden, 4 de diciembre de 1993) es un ciclista neerlandés que fue profesional entre 2012 y 2019. Su hermano Maurits también fue ciclista profesional.
En noviembre de 2019 se anunció su retirada como ciclista profesional a los 25 años de edad. Según algunas fuentes padecía problemas respiratorios crónicos.

## Palmarés
2015
- 1 etapa del Triptyque des Monts et Châteaux
- Tour de Berlín, más 1 etapa
- Campeonato Europeo Contrarreloj sub-23